# Język fang
Język fang albo pahouin − język z rodziny bantu, używany w Kamerunie, Gwinei Równikowej, Gabonie i Kongu. Liczba mówiących wynosi ok. 858 tysięcy.